# Коридорас Ініріди
Коридорас Ініріди (Corydoras delphax) — вид сомоподібних риб з роду Коридорас підродини Corydoradinae родини Панцирні соми. Інша назва «несправжній коридорас Блоха».

## Опис
Загальна довжина сягає 4,5-5 см. Спостерігається статевий диморфізм: самиці більші за самців. голова помірного розміру. Очі невеличкі. Рот повернуто донизу. Є 3 пари вусів. тулуб відносно сплощено, у самиць товстіше. Спинний плавець високий. У самиць плавці на кінчиках округлі. Жировий плавець невеличкий. Грудні плавці відносно витягнуті. Хвостовий плавець з невеличкою виїмкою, лопаті широкі.
Забарвлення жовтувато-коричневе з зеленуватим блиском з численними чорними цяточками. Кісткові пластинки посередині тіла жовтого кольору з коричнево-зеленуватими краями. Голова до кінчика морди має коричневий колір. В основі спинного плавця є темна пляма, яке розповсюджується на спинний плавець. Спинний плавець коричневий, його перший промінь червоно-коричневого забарвлення. Хвостовий плавець жовтувато-коричневий зі світлими крапочками.

## Спосіб життя
Є демерсальною рибою. Воліє до прісної та чистої води. Утворює великі групи. Вдень ховається серед різних укриттів: під корчами, каміннями, впалими деревами, серед рослин біля дна з темним ґрунтом. Активна в присмерку та вночі. Живиться хробаками, комахами, дрібними ракоподібними, рослинними рештками.
Тривалість життя до 5 років.

## Розповсюдження
Мешкає у річці Ініріда (звідси походить назва цього коридораса) та верхів'ях басейну Оріноко в межах Колумбії.